# Sanxay (Laos)
Sanxay è un villaggio laotiano situato nel distretto omonimo e suo capoluogo, nella provincia di Attapeu.